# Aucha maculata
Aucha maculata är en fjärilsart som beskrevs av W. Warren 1913. Aucha maculata ingår i släktet Aucha och familjen nattflyn. Inga underarter finns listade i Catalogue of Life.